# 伊蒂·坦特里
蒂·坦蒂（印尼語：Etty Tantri，1975年10月14日—），是一名已退役華裔印尼女子羽球運動員。她先後代表印尼和美國參加國際比賽。
1997年，蒂·坦蒂和辛西婭·圖萬寇塔一起贏得法國羽球公開賽女子雙打冠軍，成為第一對贏得該項目的印尼人。同年，兩人還贏得了波蘭羽球公開賽。1999年亞洲羽球錦標賽上，兩人在輸給了葛菲和顧俊之後獲得銅牌。兩人在1999年東南亞運動會上獲得女子雙打金牌。在2000年雪梨奧運會羽球比賽，兩人一起參加女子雙打項目，但在四分之一決賽中被葛菲和顧俊擊敗。在2000年亞洲羽球錦標賽裡，她與和許一敏在女子雙打比賽獲得亞軍，輸給韓國組合李孝貞和林敬珍。在混合雙打方面，她與林培雷一起贏得1997年的波蘭羽球公開賽。她還與吳俊明一起贏得2002年和2003年的美國羽球公開賽。
Etty於2002年7月29日在美國拉斯維加斯的蒙特卡洛教堂與2000年奧運會男子雙打金牌得主吳俊明結婚。他們有兩個兒子，克里斯托弗和萊昂。